# Liga de Campeones de Baloncesto de las Américas 2023-24
La temporada 2023-24 de la Liga de Campeones de Baloncesto de las Américas (oficialmente y en inglés Basketball Champions League Americas) fue la quinta edición del torneo continental de FIBA para la región Américas y recibió a 12 equipos de siete países de la región.

## Equipos participantes
| País              | Equipo                               | Vía de clasificación |
| ----------------- | ------------------------------------ | --- |
| Argentina 3 cupos | Quimsa Boca Juniors Obras Sanitarias | Campeón de la Liga Nacional de Básquet 2022-23 Subcampeón de la Liga Nacional de Básquet 2022-23 Invitado                |
| Brasil 3 cupos    | Franca São Paulo Flamengo            | Campeón del Novo Basquete Brasil 2022-23 Subcampeón del Novo Basquete Brasil 2022-23 3° del Novo Basquete Brasil 2022-23 |
| Chile 1 cupo      | Universidad de Concepción            | Campeón de la Liga Nacional de Básquetbol 2023                                                                           |
| México 1 cupo     | Halcones de Xalapa                   | Invitado |
| Nicaragua 1 cupo  | Real Estelí                          | Campeón de la Liga Superior de Baloncesto 2023                                                                           |
| Uruguay 2 cupos   | Hebraica Macabi Nacional             | Campeón de la Liga Uruguaya de Básquetbol 2022-23 Subcampeón de la Liga Uruguaya de Básquetbol 2022-23                   |
| Venezuela 1 cupo  | Gladiadores de Anzoátegui            | Campeón de la Superliga Profesional de Baloncesto 2023                                                                   |

## Formato de competencia
La Temporada 5 de la BCL Americas, iniciará el 13 de diciembre, con los 12 clubes disputando la fase de grupos. Después, los ocho mejores conjuntos avanzarán a los cuartos de final, previstos del 4 al 10 de marzo y allí batallarán por llegar a la etapa final que se jugará el 13 y 14 de abril de 2024.
SESI Franca de Brasil, es el vigente campeón de las Basketball Champions League Americas. El ganador de esta edición asegurará su lugar en la Copa Intercontinental FIBA de 2024.
En la ceremonia se anunció que el Grupo A fue asignado con anterioridad por razones geográficas y logísticas. Allí quedaron ubicados los equipos Real Estelí (NCA), Halcones de Xalapa (MEX) y Gladiadores de Anzoátegui (VEN). Por tal razón solo se sortearon los Grupos B, C y D.
En el procedimiento se indicó que no podrían formar parte del mismo grupo dos clubes del mismo país. Los equipos fueron colocados en cuatro bombos, repartidos de la siguiente manera:
- Bombo 1: Los tres equipos líderes de sus ligas (Quimsa, Hebraica Macabi, Franca)
- Bombo 2: Los dos equipos brasileños restantes (São Paulo FC, Flamengo)
- Bombo 3: Los dos equipos argentinos restantes (Boca Jrs. Obras)
- Bombo 4: Los 2 equipos finales: (Nacional, UdeC)

Estos fueron los resultados del sorteo:
| Grupo A                   | Grupo B   | Grupo C         | Grupo D                   |
| ------------------------- | --------- | --------------- | ------------------------- |
| Real Estelí               | Quimsa    | Hebraica Macabi | Franca                    |
| Halcones de Xalapa        | São Paulo | Flamengo        | Obras Sanitarias          |
| Gladiadores de Anzoátegui | Nacional  | Boca Juniors    | Universidad de Concepción |

## Primera ronda

### Grupo A
| Pos. | Equipo                    | Pts | PJ | PG | PP | PF  | PC  | Dif |
| ---- | ------------------------- | --- | -- | -- | -- | --- | --- | --- |
| 1.   | Halcones de Xalapa        | 10  | 6  | 4  | 2  | 533 | 477 | 56  |
| 2.   | Real Estelí               | 9   | 6  | 3  | 3  | 483 | 521 | -38 |
| 3.   | Gladiadores de Anzoátegui | 8   | 6  | 2  | 4  | 490 | 508 | -18 |

|  | Clasificados a la siguiente fase del torneo. |

Los horarios corresponden a la hora local.

Primera ventana
| 16 de diciembre de 2023 | Real Estelí                                                              | 80–70                                 | Halcones                                                             | Managua                                 |  |
| 20:10 (GMT -6)          | Parciales: 15-18, 22-15, 16-20, 27-17                                    | Parciales: 15-18, 22-15, 16-20, 27-17 | Parciales: 15-18, 22-15, 16-20, 27-17                                |                                         |  |
|                         | Estadísticas Emmitt Williams (23) Emmitt Williams (7) Tres jugadores (4) | Reporte Pts Reb Asts                  | Estadísticas (17) David Cubillán (9) Dexter Pittman (5) Tyquan Rolón | Pabellón: Polideportivo Alexis Argüello |  |

| 17 de diciembre de 2023 | Halcones                                                                 | 76–82                                 | Gladiadores                                                                          | Managua                                 |  |
| 20:10 GMT -6)           | Parciales: 17-22, 22-21, 15-18, 22-21                                    | Parciales: 17-22, 22-21, 15-18, 22-21 | Parciales: 17-22, 22-21, 15-18, 22-21                                                |                                         |  |
|                         | Estadísticas Eduardo González (15) Eduardo González (6) Tyquan Rolón (5) | Reporte Pts Reb Asts                  | Estadísticas (22) Gregory Vargas (9) G. Sojo, Y. Sifontes (3) G. Vargas, Y. Sifontes | Pabellón: Polideportivo Alexis Argüello |  |

| 18 de diciembre de 2023 | Real Estelí                                                       | 97–92                                              | Gladiadores                                                             | Managua                                 |  |
| 20:10 (GMT -6)          | Parciales: 19-16, 29-26, 20-27, 18-17 (T.E.: 11-6)                | Parciales: 19-16, 29-26, 20-27, 18-17 (T.E.: 11-6) | Parciales: 19-16, 29-26, 20-27, 18-17 (T.E.: 11-6)                      |                                         |  |
|                         | Estadísticas Ismael Romero (29) Ismael Romero (10) Jared Ruíz (5) | Reporte Pts Reb Asts                               | Estadísticas (22) Charles García (10) Charles García (8) Gregory Vargas | Pabellón: Polideportivo Alexis Argüello |  |

Segunda ventana
| 20 de enero de 2024 | Gladiadores                                                                | 71–63                                | Real Estelí                                                         | Puerto La Cruz                |  |
| 20:10 (GMT -4)      | Parciales: 21-18, 16-16, 14-22, 20-7                                       | Parciales: 21-18, 16-16, 14-22, 20-7 | Parciales: 21-18, 16-16, 14-22, 20-7                                |                               |  |
|                     | Estadísticas Gregory Vargas (18) Néstor Colmenares (10) Gregory Vargas (3) | Reporte Pts Reb Asts                 | Estadísticas (19) Emmitt Williams (11) Ismael Romero (4) Jared Ruíz | Pabellón: Gimnasio Luis Ramos |  |

| 21 de enero de 2024 | Real Estelí                                                                | 79–104                                | Halcones                                                               | Puerto La Cruz                |  |
| 20:10 (GMT -4)      | Parciales: 22-33, 21-25, 16-14, 20-32                                      | Parciales: 22-33, 21-25, 16-14, 20-32 | Parciales: 22-33, 21-25, 16-14, 20-32                                  |                               |  |
|                     | Estadísticas Ismael Romero (25) Emmitt Williams (12) Terrell Holloway (10) | Reporte Pts Reb Asts                  | Estadísticas (20) Alexis Elsener (10) Jordan Glynn (5) Daniel Bejarano | Pabellón: Gimnasio Luis Ramos |  |

| 22 de enero de 2024 | Gladiadores                                                            | 74–92                                 | Halcones                                                                 | Puerto La Cruz                |  |
| 20:10 (GMT -4)      | Parciales: 27-24, 14-18, 15-29, 18-21                                  | Parciales: 27-24, 14-18, 15-29, 18-21 | Parciales: 27-24, 14-18, 15-29, 18-21                                    |                               |  |
|                     | Estadísticas Anthony Pérez (19) Jordan Crawford (7) Gregory Vargas (5) | Reporte Pts Reb Asts                  | Estadísticas (17) Gabriel Girón (7) Davon Jefferson (3) Tjader Fernández | Pabellón: Gimnasio Luis Ramos |  |

Tercera ventana
| 7 de febrero de 2024 | Halcones                                                               | 91–87                                 | Gladiadores                                                                  | Xalapa                            |  |
| 19:10 (GMT -6)       | Parciales: 32-18, 14-26, 19-27, 26-16                                  | Parciales: 32-18, 14-26, 19-27, 26-16 | Parciales: 32-18, 14-26, 19-27, 26-16                                        |                                   |  |
|                      | Estadísticas David Cubillán (16) Jordan Glynn (8) Rašid Mahalbašić (8) | Reporte Pts Reb Asts                  | Estadísticas (17) Jonathan Araujo (9) Néstor Colmenares (5) Jezreel De Jesús | Pabellón: Gimnasio Universitatrio |  |

| 8 de febrero de 2024 | Gladiadores                                                                 | 84–89                                 | Real Estelí                                                                     | Xalapa                            |  |
| 19:10 (GMT -6)       | Parciales: 14-25, 27-19, 19-22, 24-23                                       | Parciales: 14-25, 27-19, 19-22, 24-23 | Parciales: 14-25, 27-19, 19-22, 24-23                                           |                                   |  |
|                      | Estadísticas Jezreel De Jesús (19) Néstor Colmenares (8) Gregory Vargas (4) | Reporte Pts Reb Asts                  | Estadísticas (22) Adonys Henriquez (12) Ismael Romero (6) T. Holloway, W. Hodge | Pabellón: Gimnasio Universitatrio |  |

| 9 de febrero de 2024 | Halcones                                                           | 100–75                               | Real Estelí                                                        | Xalapa                            |  |
| 19:10 (GMT -6)       | Parciales: 26-20, 23-25, 25-21, 26-9                               | Parciales: 26-20, 23-25, 25-21, 26-9 | Parciales: 26-20, 23-25, 25-21, 26-9                               |                                   |  |
|                      | Estadísticas Gabriel Girón (25) Jordan Glynn (8) Gabriel Girón (6) | Reporte Pts Reb Asts                 | Estadísticas (24) Ismael Romero (9) Ismael Romero (8) Walter Hodge | Pabellón: Gimnasio Universitatrio |  |

### Grupo B
| Pos. | Equipo    | Pts | PJ | PG | PP | PF  | PC  | Dif |
| ---- | --------- | --- | -- | -- | -- | --- | --- | --- |
| 1.   | Quimsa    | 9   | 6  | 3  | 3  | 522 | 480 | 42  |
| 2.   | Nacional  | 9   | 6  | 3  | 3  | 485 | 503 | -18 |
| 3.   | São Paulo | 9   | 6  | 3  | 3  | 505 | 529 | -24 |

|  | Clasificados a la siguiente fase del torneo. |

Los horarios corresponden a la hora local.

Primera ventana
| 16 de diciembre de 2023 | Quimsa                                                                     | 112–65                              | São Paulo                                                            | Santiago del Estero      |  |
| 20:40 (GMT -3)          | Parciales: 24-12, 24-24, 39-10, 25-                                        | Parciales: 24-12, 24-24, 39-10, 25- | Parciales: 24-12, 24-24, 39-10, 25-                                  |                          |  |
|                         | Estadísticas Brandon Robinson (26) Fabián Ramírez (10) Bruno Sansimoni (9) | Reporte Pts Reb Asts                | Estadísticas (16) Tyrone Curnell (6) Miguel Melo (5) Ricardo Fischer | Pabellón: Estadio Ciudad |  |

| 17 de diciembre de 2023 | São Paulo                                                             | 84–89                                             | Nacional                                                                         | Santiago del Estero      |  |
| 20:40 (GMT -3)          | Parciales: 8-17, 23-26, 24-21, 21-12 (T.E.: 8-13)                     | Parciales: 8-17, 23-26, 24-21, 21-12 (T.E.: 8-13) | Parciales: 8-17, 23-26, 24-21, 21-12 (T.E.: 8-13)                                |                          |  |
|                         | Estadísticas Ricardo Fischer (24) Miguel Melo (9) Ricardo Fischer (6) | Reporte Pts Reb Asts                              | Estadísticas (22) Michael Smith (11) E. Anderson, F. Giorgetti (5) Michael Smith | Pabellón: Estadio Ciudad |  |

| 18 de diciembre de 2023 | Quimsa                                                               | 86–78                                 | Nacional                                                                     | Santiago del Estero      |  |
| 20:40 (GMT -3)          | Parciales: 18-18, 13-24, 28-13, 27-23                                | Parciales: 18-18, 13-24, 28-13, 27-23 | Parciales: 18-18, 13-24, 28-13, 27-23                                        |                          |  |
|                         | Estadísticas Juan Brussino (23) Fabián Ramírez (7) Juan Brussino (5) | Reporte Pts Reb Asts                  | Estadísticas (25) Michael Smith (8) Eric Anderson (3) M. Smith, F. Giorgetti | Pabellón: Estadio Ciudad |  |

Segunda ventana
| 26 de enero de 2024 | Nacional                                                                      | 78–86                                 | Quimsa                                                                       | Buenos Aires                       |  |
| 22:10 (GMT -3)      | Parciales: 19-23, 18-18, 20-25, 21-20                                         | Parciales: 19-23, 18-18, 20-25, 21-20 | Parciales: 19-23, 18-18, 20-25, 21-20                                        |                                    |  |
|                     | Estadísticas Eric Anderson Jr (17) Eric Anderson Jr (14) Alejandro Acosta (4) | Reporte Pts Reb Asts                  | Estadísticas (19) Brandon Robinson (6) Brandon Robinson (10) Bruno Sansimoni | Pabellón: Estadio Obras Sanitarias |  |

| 27 de enero de 2024 | Quimsa                                                                  | 84–87                                 | São Paulo                                                               | Buenos Aires                       |  |
| 22:10 (GMT -3)      | Parciales: 22-20, 20-23, 22-23, 20-21                                   | Parciales: 22-20, 20-23, 22-23, 20-21 | Parciales: 22-20, 20-23, 22-23, 20-21                                   |                                    |  |
|                     | Estadísticas Brandon Robinson (21) Fabián Ramírez (9) Juan Brussino (6) | Reporte Pts Reb Asts                  | Estadísticas (19) Corderro Bennett (8) Ralfi Silva (5) Corderro Bennett | Pabellón: Estadio Obras Sanitarias |  |

| 28 de enero de 2024 | Nacional                                                                    | 86–82                                 | São Paulo                                                             | Buenos Aires                       |  |
| 22:10 (GMT -3)      | Parciales: 22-24, 24-22, 20-17, 20-19                                       | Parciales: 22-24, 24-22, 20-17, 20-19 | Parciales: 22-24, 24-22, 20-17, 20-19                                 |                                    |  |
|                     | Estadísticas Eric Anderson Jr (24) Patricio Prieto (11) Gaston Semiglia (7) | Reporte Pts Reb Asts                  | Estadísticas (23) Tyrone Curnell (15) Ralfi Silva (4) Henrique Coelho | Pabellón: Estadio Obras Sanitarias |  |

Tercera ventana
| 10 de febrero de 2024 | São Paulo                                                                  | 93–76                                | Nacional                                                                  | São Paulo                                            |  |
| 21:40 (GMT -3)        | Parciales: 15-9, 32-22, 24-21, 22-24                                       | Parciales: 15-9, 32-22, 24-21, 22-24 | Parciales: 15-9, 32-22, 24-21, 22-24                                      |                                                      |  |
|                       | Estadísticas L. Siewert, M. Miller (19) Ralfi Silva (9) Malcolm Miller (6) | Reporte Pts Reb Asts                 | Estadísticas (20) Michael Smith (7) Franco Giorgetti (6) Eric Anderson Jr | Pabellón: Ginásio Pol. Dr. Antonio Leme Nunes Galvão |  |

| 11 de febrero de 2024 | Nacional                                                                               | 78–72                                 | Quimsa                                                                        | São Paulo                                            |  |
| 21:40 (GMT -3)        | Parciales: 20-23, 18-20, 18-13, 22-16                                                  | Parciales: 20-23, 18-20, 18-13, 22-16 | Parciales: 20-23, 18-20, 18-13, 22-16                                         |                                                      |  |
|                       | Estadísticas Gastón Semiglia (18) Eric Anderson Jr (14) A. Acosta, E. Anderson Jr (14) | Reporte Pts Reb Asts                  | Estadísticas (11) Tres jugadores (9) Fabián Ramírez (4) J. Brussino, F. Rolfi | Pabellón: Ginásio Pol. Dr. Antonio Leme Nunes Galvão |  |

| 12 de febrero de 2024 | São Paulo                                                         | 94–82                                 | Quimsa                                                                                      | São Paulo                                            |  |
| 21:40 (GMT -3)        | Parciales: 23-15, 28-19, 15-21, 28-27                             | Parciales: 23-15, 28-19, 15-21, 28-27 | Parciales: 23-15, 28-19, 15-21, 28-27                                                       |                                                      |  |
|                       | Estadísticas Ralfi Silva (20) Ralfi Silva (7) Ricardo Fischer (7) | Reporte Pts Reb Asts                  | Estadísticas (21) Brandon Robinson (10) B. Robinson, F. Ramírez (3) J. Brussino, F. Ramírez | Pabellón: Ginásio Pol. Dr. Antonio Leme Nunes Galvão |  |

### Grupo C
| Pos. | Equipo          | Pts | PJ | PG | PP | PF  | PC  | Dif |
| ---- | --------------- | --- | -- | -- | -- | --- | --- | --- |
| 1.   | Flamengo        | 11  | 6  | 5  | 1  | 495 | 449 | 46  |
| 2.   | Hebraica Macabi | 8   | 6  | 2  | 4  | 455 | 496 | -41 |
| 3.   | Boca Juniors    | 8   | 6  | 2  | 4  | 436 | 441 | -5  |

|  | Clasificados a la siguiente fase del torneo. |

Los horarios corresponden a la hora local.

Primera ventana
| 13 de diciembre de 2023 | Flamengo                                                                      | 92–87                                              | Hebraica Macabi                                                             | Río de Janeiro          |  |
| 21:10 (GMT -3)          | Parciales: 25-22, 15-31, 28-16, 11-10 (T.E.: 13-8)                            | Parciales: 25-22, 15-31, 28-16, 11-10 (T.E.: 13-8) | Parciales: 25-22, 15-31, 28-16, 11-10 (T.E.: 13-8)                          |                         |  |
|                         | Estadísticas Gabriel Galvanini (27) Gabriel Galvanini (10) Scott Machado (11) | Reporte Pts Reb Asts                               | Estadísticas (23) Franklin Hassell (11) Franklin Hassell (8) Luciano Parodi | Pabellón: Maracanãzinho |  |

| 14 de diciembre de 2023 | Hebraica Macabi                                                          | 69–62                                 | Boca Juniors                                                                | Río de Janeiro          |  |
| 21:10 (GMT -3)          | Parciales: 24-16, 12-11, 15-21, 18-14                                    | Parciales: 24-16, 12-11, 15-21, 18-14 | Parciales: 24-16, 12-11, 15-21, 18-14                                       |                         |  |
|                         | Estadísticas Jordan Williams (22) Ernesto Oglivie (12) Manuel Romero (4) | Reporte Pts Reb Asts                  | Estadísticas (12) Sebastián Vega (7) Marcos Mata (4) M. Mata, C. Schattmann | Pabellón: Maracanãzinho |  |

| 15 de diciembre de 2023 | Flamengo                                                              | 62–80                                 | Boca Juniors                                                                     | Río de Janeiro          |  |
| 21:10 (GMT -3)          | Parciales: 22-19, 18-19, 10-18, 12-24                                 | Parciales: 22-19, 18-19, 10-18, 12-24 | Parciales: 22-19, 18-19, 10-18, 12-24                                            |                         |  |
|                         | Estadísticas Didi Louzada (16) Gabriel Galvanini (6) Franco Balbi (5) | Reporte Pts Reb Asts                  | Estadísticas (18) Manuel Rodríguez (13) Marcos Mata (4) J. Vildoza, J. Defelippo | Pabellón: Maracanãzinho |  |

Segunda ventana
| 17 de enero de 2024 | Hebraica Macabi                                                             | 82–64                                | Boca Juniors                                                    | Montevideo                |  |
| 19:10 (GMT -3)      | Parciales: 12-24, 24-16, 21-16, 25-5                                        | Parciales: 12-24, 24-16, 21-16, 25-5 | Parciales: 12-24, 24-16, 21-16, 25-5                            |                           |  |
|                     | Estadísticas Jordan Williams (28) Franklin Hassell (13) Luciano Parodi (11) | Reporte Pts Reb Asts                 | Estadísticas (16) José Vildoza (6) Marcos Mata (5) José Vildoza | Pabellón: Palacio Peñarol |  |

| 18 de enero de 2024 | Boca Juniors                                                               | 62–65                                 | Flamengo                                                                             | Montevideo                |  |
| 19:10 (GMT -3)      | Parciales: 13-17, 15-19, 18-15, 16-14                                      | Parciales: 13-17, 15-19, 18-15, 16-14 | Parciales: 13-17, 15-19, 18-15, 16-14                                                |                           |  |
|                     | Estadísticas José Vildoza (15) Sebastián Vega (9) J. Vildoza, S. Vega (15) | Reporte Pts Reb Asts                  | Estadísticas (19) Gabriel Galvanini (6) G. Galvanini, D. Scott (4) Guilherme Deodato | Pabellón: Palacio Peñarol |  |

| 19 de enero de 2024 | Hebraica Macabi                                                           | 65–78                                 | Flamengo                                                               | Montevideo                |  |
| 19:10 (GMT -3)      | Parciales: 20-17, 16-19, 10-22, 19-20                                     | Parciales: 20-17, 16-19, 10-22, 19-20 | Parciales: 20-17, 16-19, 10-22, 19-20                                  |                           |  |
|                     | Estadísticas Jordan Williams (17) Ernesto Oglivie (10) Luciano Parodi (6) | Reporte Pts Reb Asts                  | Estadísticas (16) Franco Balbi (11) Gabriel Galvanini (6) Franco Balbi | Pabellón: Palacio Peñarol |  |

Tercera ventana
| 10 de febrero de 2024 | Boca Juniors                                                      | 79–87                                 | Flamengo                                                                 | Buenos Aires                 |  |
| 11:10 (GMT -3)        | Parciales: 20-21, 18-20, 15-20, 26-26                             | Parciales: 20-21, 18-20, 15-20, 26-26 | Parciales: 20-21, 18-20, 15-20, 26-26                                    |                              |  |
|                       | Estadísticas Wayne Langston (20) Marcos Mata (8) José Vildoza (9) | Reporte Pts Reb Asts                  | Estadísticas (19) Franco Balbi (11) Devon Scott (4) S. Machado, F. Balbi | Pabellón: Estadio Luis Conde |  |

| 11 de febrero de 2024 | Flamengo                                                                   | 111–76                                | Hebraica Macabi                                                                 | Buenos Aires                 |  |
| 19:10 (GMT -3)        | Parciales: 31-22, 22-12, 23-24, 35-18                                      | Parciales: 31-22, 22-12, 23-24, 35-18 | Parciales: 31-22, 22-12, 23-24, 35-18                                           |                              |  |
|                       | Estadísticas Kayo Manfio (23) C. Olivinha, D. Scott (8) Scott Machado (10) | Reporte Pts Reb Asts                  | Estadísticas (17) Ernesto Oglivie (7) Franklin Hassell (3) B. García, L. Parodi | Pabellón: Estadio Luis Conde |  |

| 12 de febrero de 2024 | Boca Juniors                                                           | 89–76                                 | Hebraica Macabi                                                             | Buenos Aires                 |  |
| 19:10 (GMT -3)        | Parciales: 26-23, 14-23, 26-19, 23-11                                  | Parciales: 26-23, 14-23, 26-19, 23-11 | Parciales: 26-23, 14-23, 26-19, 23-11                                       |                              |  |
|                       | Estadísticas José Vildoza (20) M. Mata, R. Barber (6) José Vildoza (8) | Reporte Pts Reb Asts                  | Estadísticas (20) Franklin Hassell (13) Franklin Hassell (6) Luciano Parodi | Pabellón: Estadio Luis Conde |  |

### Grupo D
| Pos. | Equipo                    | Pts | PJ | PG | PP | PF  | PC  | Dif  |
| ---- | ------------------------- | --- | -- | -- | -- | --- | --- | ---- |
| 1.   | Franca                    | 11  | 6  | 5  | 1  | 583 | 496 | 87   |
| 2.   | Obras Sanitarias          | 10  | 6  | 4  | 2  | 546 | 515 | 31   |
| 3.   | Universidad de Concepción | 6   | 6  | 0  | 6  | 425 | 543 | -118 |

|  | Clasificados a la siguiente fase del torneo. |

Los horarios corresponden a la hora local.

Primera ventana
| 13 de diciembre de 2023 | Franca                                                                | 78–59                                | U de C                                                                      | Franca                     |  |
| 18:40 (GMT -3)          | Parciales: 23-12, 22-9, 17-20, 16-18                                  | Parciales: 23-12, 22-9, 17-20, 16-18 | Parciales: 23-12, 22-9, 17-20, 16-18                                        |                            |  |
|                         | Estadísticas Lucas Dias (22) Eduardo Elevi (12) Heissler Guillent (4) | Reporte Pts Reb Asts                 | Estadísticas (14) Daniel Prinsloo (9) Marquez Letcher (4) Alejandro Vergara | Pabellón: Ginásio Pedrocão |  |

| 14 de diciembre de 2023 | U de C                                                          | 75–93                                 | Obras                                                              | Franca                     |  |
| 18:40 (GMT -3)          | Parciales: 15-23, 20-26, 20-14, 20-30                           | Parciales: 15-23, 20-26, 20-14, 20-30 | Parciales: 15-23, 20-26, 20-14, 20-30                              |                            |  |
|                         | Estadísticas Yahota Rasas (16) Yahota Rasas (9) Kevin Rubio (3) | Reporte Pts Reb Asts                  | Estadísticas (24) Andre Spight (12) Miguel Ruíz (6) Tres jugadores | Pabellón: Ginásio Pedrocão |  |

| 15 de diciembre de 2023 | Franca                                                             | 94–87                                 | Obras                                                            | Franca                     |  |
| 18:40 (GMT -3)          | Parciales: 25-20, 18-21, 34-17, 17-29                              | Parciales: 25-20, 18-21, 34-17, 17-29 | Parciales: 25-20, 18-21, 34-17, 17-29                            |                            |  |
|                         | Estadísticas Lucas Dias (15) Lucas Dias (13) Heissler Guillent (6) | Reporte Pts Reb Asts                  | Estadísticas (24) Juan Venegas (13) Miguel Ruíz (3) Pedro Barral | Pabellón: Ginásio Pedrocão |  |

Segunda ventana
| 20 de enero de 2024 | U de C                                                                           | 67–96                                 | Obras                                                                 | Concepción                 |  |
| 18:40 (GMT -3)      | Parciales: 11-22, 22-30, 16-24, 18-20                                            | Parciales: 11-22, 22-30, 16-24, 18-20 | Parciales: 11-22, 22-30, 16-24, 18-20                                 |                            |  |
|                     | Estadísticas M. Letcher, E. Arteaga (16) Marquez Letcher (9) Nicolás Aguirre (3) | Reporte Pts Reb Asts                  | Estadísticas (27) Andre Spight (9) Leandro Cerminato (6) Pedro Barral | Pabellón: Casa del Deporte |  |

| 21 de enero de 2024 | Obras                                                           | 94–118                                | Franca                                                             | Concepción                 |  |
| 18:40 (GMT -3)      | Parciales: 26-29, 20-34, 23-21, 25-34                           | Parciales: 26-29, 20-34, 23-21, 25-34 | Parciales: 26-29, 20-34, 23-21, 25-34                              |                            |  |
|                     | Estadísticas Andre Spight (21) Miguel Ruíz (9) Pedro Barral (6) | Reporte Pts Reb Asts                  | Estadísticas (22) Santiago Scala (13) Lucas Dias (8) David Jackson | Pabellón: Casa del Deporte |  |

| 22 de enero de 2024 | U de C                                              | 87–109                                | Franca                                                             | Concepción                 |  |
| 18:40 (GMT -3)      | Parciales: 26-30, 17-37, 23-18, 21-24               | Parciales: 26-30, 17-37, 23-18, 21-24 | Parciales: 26-30, 17-37, 23-18, 21-24                              |                            |  |
|                     | Estadísticas Derrick Woods (24) Marquez Letcher (7) | Reporte Pts Reb Asts                  | Estadísticas (26) Lucas Dias (7) Marcio Santos (11) Santiago Scala | Pabellón: Casa del Deporte |  |

Tercera ventana
| 7 de febrero de 2024 | Obras                                                                          | 97–96                                             | Franca                                                                  | Buenos Aires                       |  |
| 19:10 (GMT -3)       | Parciales: 21-29, 17-18, 25-22, 25-19 (T.E.: 9-8)                              | Parciales: 21-29, 17-18, 25-22, 25-19 (T.E.: 9-8) | Parciales: 21-29, 17-18, 25-22, 25-19 (T.E.: 9-8)                       |                                    |  |
|                      | Estadísticas A. Spight, J. Venegas (20) Hugues Tha Andela (9) Juan Venegas (4) | Reporte Pts Reb Asts                              | Estadísticas (33) Lucas Dias (9) Lucas Dias (4) H. Guillent, D. Jackson | Pabellón: Estadio Obras Sanitarias |  |

| 8 de febrero de 2024 | Franca                                                                               | 88–72                                 | U de C                                                                   | Buenos Aires                       |  |
| 19:10 (GMT -3)       | Parciales: 22-22, 26-22, 23-14, 17-14                                                | Parciales: 22-22, 26-22, 23-14, 17-14 | Parciales: 22-22, 26-22, 23-14, 17-14                                    |                                    |  |
|                      | Estadísticas H. Guillent, N. Fernandes (16) Eduardo Elevi (13) Heissler Guillent (7) | Reporte Pts Reb Asts                  | Estadísticas (23) Derrick Woods (9) Derrick Woods (8) Sebastián Carrasco | Pabellón: Estadio Obras Sanitarias |  |

| 9 de febrero de 2024 | Obras                                                               | 79–65                                 | U de C                                                                                  | Buenos Aires                       |  |
| 19:10 (GMT -3)       | Parciales: 26-15, 11-19, 11-11, 31-20                               | Parciales: 26-15, 11-19, 11-11, 31-20 | Parciales: 26-15, 11-19, 11-11, 31-20                                                   |                                    |  |
|                      | Estadísticas Alejo Digón (16) Jeffrey Solarin (8) Felipe Inyaco (6) | Reporte Pts Reb Asts                  | Estadísticas (15) M. Letcher, S. Carrasco (6) Sebastián Carrasco (6) Sebastián Carrasco | Pabellón: Estadio Obras Sanitarias |  |

## Segunda ronda

### Playoffs
|  | Cuartos de final | Cuartos de final | Cuartos de final | Cuartos de final | Cuartos de final |     |    | Semifinales | Semifinales | Semifinales |    |              | Final        | Final           | Final |  |
|  |                  |                  |                  |                  |                  |     |    |             |             |             |    |              |              |                 |       |  |
|  |                  |                  |                  |                  |                  |     |    |             |             |             |    |              |              |                 |       |  |
|  | 1A               | Halcones         | 78               | 105              | 88               |     |    |             |             |             |    |              |              |                 |       |  |
|  | 1A               | Halcones         | 78               | 105              | 88               |     |    |             |             |             |    |              |              |                 |       |  |
|  | 2B               | Nacional         | 79               | 104              | 75               |     |    |             |             |             |    |              |              |                 |       |  |
|  | 2B               | Nacional         | 79               | 104              | 75               |     | 1A | Halcones    | 87          |             |    |              |              |                 |       |  |
|  |                  |                  |                  |                  |                  |     | 1A | Halcones    | 87          |             |    |              |              |                 |       |  |
|  |                  |                  | 1C               | Flamengo         | 90               |     |    |             |             |             |    |              |              |                 |       |  |
|  | 1C               | Flamengo         | 1C               | Flamengo         | 90               | 113 | 80 |             |             |             |    |              |              |                 |       |  |
|  | 1C               | Flamengo         |                  |                  |                  |     |    |             |             |             |    |              |              |                 |       |  |
|  | 2D               | Obras            | 80               | 67               |                  |     |    |             |             |             |    |              |              |                 |       |  |
|  | 2D               | Obras            | 80               | 67               |                  |     |    |             |             |             | 1C | Flamengo     | 80           |                 |       |  |
|  |                  |                  |                  |                  |                  |     |    |             |             |             | 1C | Flamengo     | 80           |                 |       |  |
|  |                  |                  | 1B               | Quimsa           | 92               |     |    |             |             |             |    |              |              |                 |       |  |
|  | 1B               | Quimsa           | 1B               | Quimsa           | 92               | 98  | 94 | 99          |             |             |    |              |              |                 |       |  |
|  | 1B               | Quimsa           |                  |                  |                  |     |    | 99          |             |             |    |              |              |                 |       |  |
|  | 2A               | Real Estelí      | 68               | 95               | 69               |     |    |             |             |             |    |              |              |                 |       |  |
|  | 2A               | Real Estelí      | 68               | 95               | 69               |     | 1B | Quimsa      | 89          |             |    | Tercer lugar | Tercer lugar | Tercer lugar    |       |  |
|  |                  |                  |                  |                  |                  |     | 1B | Quimsa      | 89          |             |    | Tercer lugar | Tercer lugar | Tercer lugar    |       |  |
|  |                  |                  | 2C               | Hebraica Macabi  | 75               |     |    |             |             |             |    |              |              |                 |       |  |
|  | 1D               | Franca           | 2C               | Hebraica Macabi  | 75               | 96  | 94 | 96          |             |             | 1A | Halcones     | 101          |                 |       |  |
|  | 1D               | Franca           |                  |                  |                  |     |    | 96          |             |             | 1A | Halcones     | 101          |                 |       |  |
|  | 2C               | Hebraica Macabi  | 67               | 100              | 101              |     |    |             |             |             |    |              | 2C           | Hebraica Macabi | 99    |  |
|  | 2C               | Hebraica Macabi  | 67               | 100              | 101              |     |    |             |             |             |    |              | 2C           | Hebraica Macabi | 99    |  |
|  |                  |                  |                  |                  |                  |     |    |             |             |             |    |              |              |                 |       |  |

### Cuartos de final

##### Halcones de Xalapa vs. Nacional
| 5 de marzo de 2024 | Nacional                                                                  | 79–78                                 | Halcones                                                                    | Montevideo                                                                     |  |
| 21:40 (GMT -3)     | Parciales: 26-23, 17-22, 12-14, 24-19                                     | Parciales: 26-23, 17-22, 12-14, 24-19 | Parciales: 26-23, 17-22, 12-14, 24-19                                       |                                                                                |  |
|                    | Estadísticas Gastón Semiglia (20) Eric Anderson (15) Alejandro Acosta (5) | Reporte Pts Reb Asts                  | Estadísticas (19) Daniel Bejarano (8) Rašid Mahalbašić (8) Rašid Mahalbašić | Pabellón: Antel Arena Árbitros: Leonardo Zalazar Daniel García Alan dos Santos |  |

| 9 de marzo de 2024 | Halcones                                                                | 105–104                                                  | Nacional                                                                | Xalapa                                                                                     |  |
| 19:10 (GMT -6)     | Parciales: 21-17, 25-21, 22-27, 19-22 (T.E.: 10-10, 8-7)                | Parciales: 21-17, 25-21, 22-27, 19-22 (T.E.: 10-10, 8-7) | Parciales: 21-17, 25-21, 22-27, 19-22 (T.E.: 10-10, 8-7)                |                                                                                            |  |
|                    | Estadísticas Tjader Fernández (28) Rašid Mahalbašić (8) Paul Stoll (12) | Reporte Pts Reb Asts                                     | Estadísticas (21) Jordan Mathews (12) Eric Anderson (8) Gastón Semiglia | Pabellón: Gimnasio Universitatrio Árbitros: Roberto Vázquez Julio Anaya Carmelo de la Rosa |  |

| 10 de marzo de 2024 | Halcones                                                                  | 88–75                                 | Nacional                                                                         | Xalapa                                                                                 |  |
| 20:10 (GMT -6)      | Parciales: 23-20, 19-14, 17-16, 29-25                                     | Parciales: 23-20, 19-14, 17-16, 29-25 | Parciales: 23-20, 19-14, 17-16, 29-25                                            |                                                                                        |  |
|                     | Estadísticas Jordan Glynn (23) Jordan Glynn (9) D. Cubillán, P. Stoll (5) | Reporte Pts Reb Asts                  | Estadísticas (24) Jordan Mathews (8) Franco Giorgetti (4) A. Acosta, E. Anderson | Pabellón: Gimnasio Universitatrio Árbitros: Roberto Vázquez Julio Anaya Carlos Peralta |  |

##### Flamengo vs. Obras Sanitarias
| 4 de marzo de 2024 | Obras                                                           | 80–113                                | Flamengo                                                              | Buenos Aires                                                                                |  |
| 19:10 (GMT -3)     | Parciales: 22-37, 17-25, 27-30, 14-21                           | Parciales: 22-37, 17-25, 27-30, 14-21 | Parciales: 22-37, 17-25, 27-30, 14-21                                 |                                                                                             |  |
|                    | Estadísticas Andre Spight (20) Miguel Ruíz (6) Pedro Barral (5) | Reporte Pts Reb Asts                  | Estadísticas (28) Kayo Manfio (12) Gabriel Galvanini (9) Franco Balbi | Pabellón: Estadio Obras Sanitarias Árbitros: Andrés Bartel Krishna Domínguez Nicolás Flores |  |

| 7 de marzo de 2024 | Flamengo                                                             | 80–67                                 | Obras                                                                          | Río de Janeiro                                                                |  |
| 20:10 (GMT -3)     | Parciales: 22-18, 19-19, 27-17, 12-13                                | Parciales: 22-18, 19-19, 27-17, 12-13 | Parciales: 22-18, 19-19, 27-17, 12-13                                          |                                                                               |  |
|                    | Estadísticas Gabriel Galvanini (24) Kayo Manfio (8) Franco Balbi (6) | Reporte Pts Reb Asts                  | Estadísticas (25) Andre Spight (9) Hugues Tha Andela (3) A. Spight, J. Venegas | Pabellón: Maracanãzinho Árbitros: Johnny Batista Kristian Páez Samuel Hidalgo |  |

##### Quimsa vs. Real Estelí
| 6 de marzo de 2024 | Real Estelí                                                                | 68–98                                | Quimsa                                                                                       | Managua                                                                                         |  |
| 19:10 (GMT -6)     | Parciales: 20-20, 19-22, 20-34, 9-22                                       | Parciales: 20-20, 19-22, 20-34, 9-22 | Parciales: 20-20, 19-22, 20-34, 9-22                                                         |                                                                                                 |  |
|                    | Estadísticas Emmitt Williams (17) Emmitt Williams (9) Terrell Holloway (6) | Reporte Pts Reb Asts                 | Estadísticas (15) Sebastián Acevedo (10) E. Basabe, E. Vasirani (5) J. Brussino, B. Robinson | Pabellón: Polideportivo Alexis Argüello Árbitros: Julio Anaya Carmelo de la Rosa José Fernández |  |

| 10 de marzo de 2024 | Quimsa                                                                    | 94–95                                 | Real Estelí                                                       | Santiago del Estero                                                            |  |
| 20:40 (GMT -3)      | Parciales: 24-25, 26-26, 20-22, 24-22                                     | Parciales: 24-25, 26-26, 20-22, 24-22 | Parciales: 24-25, 26-26, 20-22, 24-22                             |                                                                                |  |
|                     | Estadísticas Brandon Robinson (27) Fabián Ramírez (9) Bruno Sansimoni (6) | Reporte Pts Reb Asts                  | Estadísticas (27) Ismael Romero (12) Ismael Romero (9) Jared Ruíz | Pabellón: Estadio Ciudad Árbitros: Andrés Bartel Daniel García Alan dos Santos |  |

| 11 de marzo de 2024 | Quimsa                                                                            | 99–69                                 | Real Estelí                                                                   | Santiago del Estero                                                           |  |
| 22:10 (GMT -3)      | Parciales: 28-21, 23-25, 21-11, 27-12                                             | Parciales: 28-21, 23-25, 21-11, 27-12 | Parciales: 28-21, 23-25, 21-11, 27-12                                         |                                                                               |  |
|                     | Estadísticas Brandon Robinson (22) B. Robinson, E. Vasirani (7) Juan Brussino (6) | Reporte Pts Reb Asts                  | Estadísticas (16) Ismael Romero (7) Tony Bishop Jr. (3) K. Lucas, T. Holloway | Pabellón: Estadio Ciudad Árbitros: Andrés Bartel Daniel García Fernando Leite |  |

##### Franca vs. Hebraica Macabi
| 5 de marzo de 2024 | Hebraica Macabi                                                            | 67–96                                 | Franca                                                            | Montevideo                                                                 |  |
| 19:10 (GMT -3)     | Parciales: 14-24, 17-28, 18-19, 18-25                                      | Parciales: 14-24, 17-28, 18-19, 18-25 | Parciales: 14-24, 17-28, 18-19, 18-25                             |                                                                            |  |
|                    | Estadísticas Franklin Hassell (16) Franklin Hassell (9) Luciano Parodi (6) | Reporte Pts Reb Asts                  | Estadísticas (19) Lucas Dias (8) Marcio Santos (5) Tres jugadores | Pabellón: Antel Arena Árbitros: Juan Fernández Johnny Batista Carlos Vélez |  |

| 8 de marzo de 2024 | Franca                                                                 | 94–100                                | Hebraica Macabi                                                             | Franca                                                                                 |  |
| 18:40 (GMT -3)     | Parciales: 24-28, 23-27, 25-24, 22-21                                  | Parciales: 24-28, 23-27, 25-24, 22-21 | Parciales: 24-28, 23-27, 25-24, 22-21                                       |                                                                                        |  |
|                    | Estadísticas David Jackson (24) Wesley Ferreira (7) Santiago Scala (7) | Reporte Pts Reb Asts                  | Estadísticas (25) Franklin Hassell (11) Franklin Hassell (8) Luciano Parodi | Pabellón: Ginásio Pedrocão Árbitros: Leonardo Zalazar Krishna Domínguez Franco Ronconi |  |

| 9 de marzo de 2024 | Franca                                                                | 96–101                                | Hebraica Macabi                                                            | Franca                                                                                 |  |
| 18:40 (GMT -3)     | Parciales: 31-32, 18-15, 27-25, 20-29                                 | Parciales: 31-32, 18-15, 27-25, 20-29 | Parciales: 31-32, 18-15, 27-25, 20-29                                      |                                                                                        |  |
|                    | Estadísticas Charles Hinkle (23) Marcio Santos (7) Santiago Scala (8) | Reporte Pts Reb Asts                  | Estadísticas (26) Luciano Parodi (11) Franklin Hassell (10) Luciano Parodi | Pabellón: Ginásio Pedrocão Árbitros: Leonardo Zalazar Krishna Domínguez Alexis Mercado |  |

### Final Four

#### Semifinales
| 13 de abril de 2024 | Halcones                                                        | 87–90                                 | Flamengo                                                                    | Santiago del Estero                                                         |  |
| 19:10 (GMT -3)      | Parciales: 11-21, 19-26, 29-12, 28-31                           | Parciales: 11-21, 19-26, 29-12, 28-31 | Parciales: 11-21, 19-26, 29-12, 28-31                                       |                                                                             |  |
|                     | Estadísticas Jordan Glynn (26) Jordan Glynn (9) Paul Stoll (10) | Reporte Pts Reb Asts                  | Estadísticas (25) Guilherme Deodato (12) Gabriel Galvanini (7) Franco Balbi | Pabellón: Estadio Ciudad Árbitros: Julio Anaya Andrés Bartel Juan Fernández |  |

| 13 de abril de 2024 | Quimsa                                                                            | 89–75                                 | Hebraica Macabi                                                                 | Santiago del Estero                                                            |  |
| 22:10 (GMT -3)      | Parciales: 19-24, 20-10, 26-16, 24-25                                             | Parciales: 19-24, 20-10, 26-16, 24-25 | Parciales: 19-24, 20-10, 26-16, 24-25                                           |                                                                                |  |
|                     | Estadísticas J. Brussino, E. Basabe (14) Eduardo Vasirani (8) Bruno Sansimoni (6) | Reporte Pts Reb Asts                  | Estadísticas (25) Jordan Williams (8) F. Hassell, E. Oglivie (6) Luciano Parodi | Pabellón: Estadio Ciudad Árbitros: Roberto Vázquez Daniel García Kristian Páez |  |

#### Tercer lugar
| 14 de abril de 2024 | Halcones                                                                     | 101–99                                             | Hebraica Macabi                                        | Santiago del Estero                                                             |  |
| 18:40 (GMT -3)      | Parciales: 23-25, 16-25, 26-17, 26-24 (T.E.: 10-8)                           | Parciales: 23-25, 16-25, 26-17, 26-24 (T.E.: 10-8) | Parciales: 23-25, 16-25, 26-17, 26-24 (T.E.: 10-8)     |                                                                                 |  |
|                     | Estadísticas D. Bejarano, J. Glynn (20) Rašid Mahalbašić (9) Paul Stoll (10) | Reporte Pts Reb Asts                               | Estadísticas (32) Jordan Williams (12) Ernesto Oglivie | Pabellón: Estadio Ciudad Árbitros: Roberto Vázquez Carlos Peralta Kristian Páez |  |

#### Final
| 14 de abril de 2024 | Flamengo                                                                  | 80–92                                 | Quimsa                                | Santiago del Estero                                                         |  |
| 22:10 (GMT -3)      | Parciales: 12-28, 21-22, 26-20, 21-22                                     | Parciales: 12-28, 21-22, 26-20, 21-22 | Parciales: 12-28, 21-22, 26-20, 21-22 |                                                                             |  |
|                     | Estadísticas Brandon Robinson (23) Emiliano Basabe (14) Juan Brussino (7) | Reporte Pts Reb Asts                  | Estadísticas (16) Franco Balbi        | Pabellón: Estadio Ciudad Árbitros: Julio Anaya Andrés Bartel Johnny Batista |  |

### Quinteto Ideal
- Base:  Juan Brussino ( Quimsa)
- Base: Franco Balbi ( Flamengo)
- Escolta:  Brandon Robinson ( Quimsa) MVP [10]
- Alero:  Jordan Glynn ( Halcones de Xalapa)
- Alero:  Jordan Williams ( Hebraica Macabi)